# Llista de formatges de Catalunya
Llista de formatges de Catalunya és el conjunt de formatges propis que s'elaboren a Catalunya. Existeix una important presència de formatges històrics, tradicionals, i una variada oferta de formatges moderns.
- Formatges històrics:
  - Formatge serrat
  - Formatge de tupí
  - Formatge de la Vall d'Aran
  - Llenguat
  - Mató
  - Recuit
  - Brossat
- Formatges tradicionals:
  - Formatge de l'Alt Urgell i la Cerdanya
  - Formatge Garrotxa
  - Formatge de tovalló
  - Formatge del Montsec
- Formatges moderns:
  - Formatge madurat de vaca
  - Formatge madurat de cabra
  - Formatge madurat d'ovella
  - Formatge en oli
  - Formatge blau